# Joseph Addison

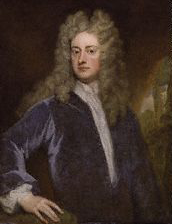
Joseph Addison, malował Godfrey Kneller

Joseph Addison (ur. 1 maja 1672, zm. 17 czerwca 1719) – angielski pisarz, publicysta i polityk. Uważany za pioniera nowożytnego dziennikarstwa.

## Życiorys
Urodzony w Milston w hrabstwie Wiltshire w rodzinie duchownego, edukację odebrał w Charterhouse School w Godalming w hrabstwie Surrey i w Oksfordzie. W pierwszym z tych miejsc poznał Richarda Steele, wraz z którym stworzył nowy typ wydawnictwa periodycznego o charakterze satyryczno-obyczajowym. Wspólnie wydawali czasopisma kulturalno-literackie „The Tatler” i „The Guardian”.
W 1693 napisał wiersz skierowany do Johna Drydena, ówczesnego nadwornego poety rodziny królewskiej. W 1694 zaś wydał swe pierwsze większe dzieło zawierające biografie angielskich poetów. W tym samym roku ukazały się też Georgiki Wergiliusza w jego tłumaczeniu.
W 1699 Addison rozpoczął szkolenie dyplomatyczne – podróżował po całej Europie, studiując równocześnie politykę i pisząc. Zdobył uznanie okolicznościowym wierszem The Campaign i w 1705 został asystentem sekretarza stanu w rządzie Lorda Halifaxa. W 1708 został członkiem parlamentu, następnie został wysłany do Irlandii, gdzie przebywał przez rok, poznając w tym czasie Jonathana Swifta. Założył klub polityczno-literacki Kit-Cat Club, a następnie odnowił znajomość z Richardem Steelem. Od tego czasu rozpoczęła się również jego kariera dramatopisarska.
W 1710 roku Addison wydał pięć numerów periodyku „Whig Examiner”. Tytuł powstał w kontrze do gazety „The Examiner”, prowadzonej przez Jonathana Swifta i popierającej frakcje torysów. „Whig Examiner” pojawił się w czasie wyborów do parlamentu, w wyniku których Addison stał się po raz kolejny posłem. Pozycja ukazywała się przez kolejne cztery lata, do 1714 roku.
W 1711 wspólnie ze Steelem założyli dziennik „The Spectator”. Pierwszy numer ukazał się 1 marca 1711, ostatni 23 października 1712. W tym czasie ukazało się 517 numerów. Nakład sięgał 3000 egzemplarzy i docierał nawet do Ameryki. Na początku XIX wieku pojawił się magazyn „The Spectator”, który z wydawnictwem Addisona łączy tylko nazwa.
W 1716 poślubił księżnę Warwick, co przysłużyło się jego karierze politycznej. Krytykowano go jednak za kolejne czasopismo polityczne „The Freeholder”. Po sprzeczce ze Steelem na temat ustawy o parostwie z 1719 dotychczasowi przyjaciele rozstali się. Już rok wcześniej Addison został zmuszony do rezygnacji z urzędu sekretarza stanu z powodu problemów zdrowotnych, pozostał jednak w parlamencie do końca życia. Pochowany jest w Westminster Abbey.

## Dzieła
- The Campaign, 1705
- Remarks on Several Parts of Italy, 1705
- Rosamund, 1707
- Cato, 1713
- The Drummer or the Haunted-house, 1716
- The Resurrection, 1718
- The Christian Poet, 1728
- A Discourse on Antient and Modern Learning, 1734